# ربکا میر
ربکا-زارا میر (زاده ۲۳ دسامبر ۱۹۹۱) یک مدل آلمانی و یک مجری تلویزیون است.

## زندگی شخصی

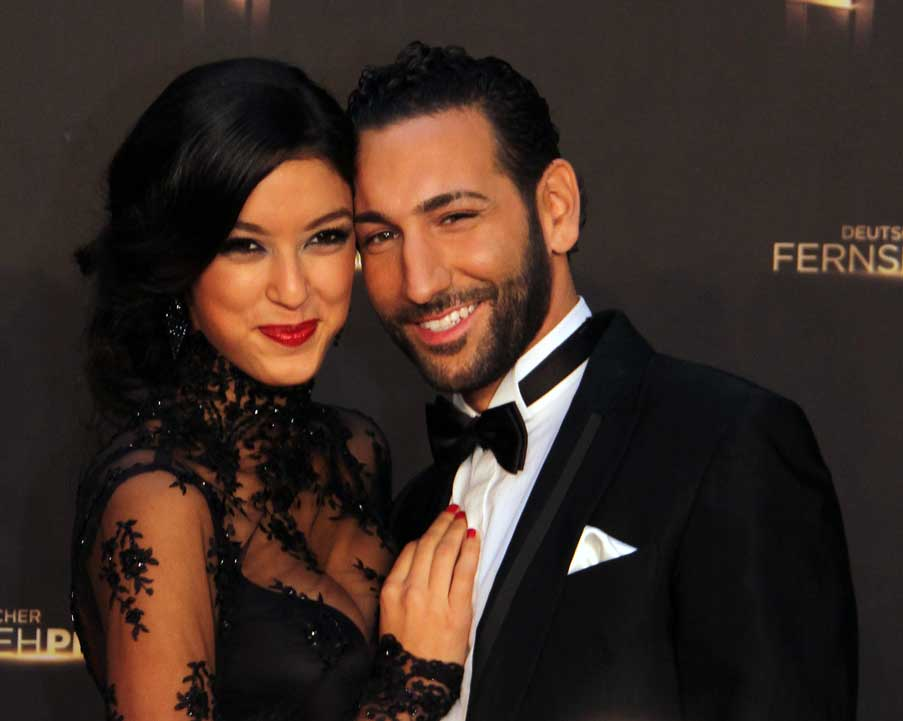
ربکا میر و ماسیمو سیناتو در جایزه تلویزیون ۲۰۱۲ آلمان.

پدر میر، آسام، مهاجری از افغانستان است. مادرش ماریکه آلمانی است. او یک برادر بزرگتر و یک خواهر دارد که سیزده سال کوچکتر است و تا سال ۲۰۱۲ با مادرش در مونشائو-ایمگنبرویچ نزدیک آخن زندگی می‌کرد. او در دبیرستان سنت مایکل در مونشاو تحصیل کرد. از دسامبر ۲۰۱۱ تا آوریل ۲۰۱۲، او با خواننده سباستین دیل رابطه داشت. در اوت ۲۰۱۲ او اعلام کرد که با شریک زندگی جدیدش ماسیمو سیناتو همراه است. در فصل پنجم مسابقات رقص، این دو با هم شرکت داشته و دوم شدند. میر و سیناتو در ۲۷ ژوئن ۲۰۱۵ در سیسیل ازدواج کردند.